# Méthode Duckworth-Lewis-Stern

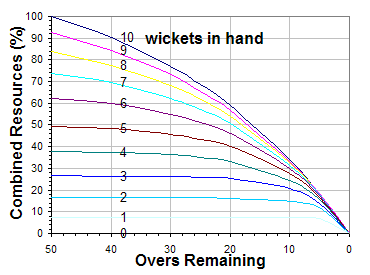
Graphique illustrant la méthode Duckworth-Lewis du cricket. Réalisé par Jono4174h sur Wikipédia anglais, "en utilisant Excel et des données couramment disponibles".

En cricket, la « méthode Duckworth-Lewis-Stern » (Duckworth-Lewis-Stern method ou D/L/S method) est un moyen de calcul destiné à déterminer le score à atteindre pour l'équipe qui est à la batte en second dans les matchs de format one-day cricket ou Twenty20 (dans lesquels le nombre de lancers auxquels une équipe fait face est limité) interrompus par les intempéries ou par tout autre circonstance. L'objectif fixé est fonction du nombre de lancers auxquels l'équipe doit encore faire face et du nombre de joueurs non éliminés qu'il lui reste.

## Histoire
Lors de la Coupe du monde 1992, disputée en Australie et en Nouvelle-Zélande, l'équipe d'Angleterre affronte l'Afrique du Sud en demi-finale au Sydney Cricket Ground de Sydney. Les Anglais, qui sont à la batte en premier, marquent 252 runs en 45 overs. Le match est en partie interrompu par la pluie. La méthode en vigueur dans ce cas pendant cette édition de la coupe du monde consiste à fixer un objectif de runs à l'équipe qui batte en second proportionnel aux moins bons overs de l'équipe qui batte en premier. Avant une interruption par la pluie, l'Afrique du Sud se voit dans un premier temps contrainte de marquer 22 runs en 13 lancers, ce qui est mathématiquement possible. Puis cet objectif est révisé à 22 runs en 1 seul lancer, chaque lancer rapportant en théorie au maximum 6 runs, ce qui rend la tache des Sud-Africains impossible.
Pour éviter qu'un tel scénario ne se reproduise, les statisticiens Frank Duckworth et Tony Lewis imaginent la méthode qui porte leur nom. Elle est appliquée pour la première fois le 1er janvier 1997 lors d'un One-day International joué à Harare entre l'équipe du Zimbabwe et l'Angleterre, un match que les Zimbabwéens remportent par 7 runs : ils marquent dans un premier temps 200 runs (all out) en 48.5 overs, et l'objectif des Anglais est fixé à 185 runs en 42 overs. Ils n'en marquent que 179, soit 7 de moins que ce qui leur avait été assigné. Depuis la retraite de Duckworth et Lewis en 2014, c'est Steve Stern qui  pris le relais en tant que gardien de la méthode et le nom a donc été adapté. 

## Théorie
La méthode de calcul repose sur le fait que, pour marquer des runs, une équipe dispose à tout moment dans une partie de deux types de « ressources » : d'une part, le nombre d'overs auxquels elle a encore à faire face (donc le nombre de balles auxquelles elle a encore à faire face), et d'autre part, le nombre de wickets qu'il lui reste (donc les joueurs qu'il lui reste).
En utilisant des tables de correspondance entre les ressources disponibles pour une équipe et l'objectif à atteindre, on détermine le nombre de runs qu'une équipe doit encore marquer pour remporter le match.

## Évolution
La méthode D/L a fait l'objet de plusieurs mises à jour au niveau des tables de calcul,,, pour tenir compte de l'évolution du jeu. Depuis 2004, il y a deux éditions de la méthode D/L : la Professional Edition (« Édition Professionnelle »), utilisée au plus haut niveau, et dont la complexité nécessite l'intervention d'un ordinateur, et la Standard Edition (« Édition Standard »), en vigueur même au plus haut niveau avant 2004 mais désormais utilisée uniquement dans les matchs amateurs, quand l'usage d'un ordinateur n'est pas toujours possible, et qui consiste simplement à consulter les tables publiées.